# Tolpis
Genre
Classification phylogénétique
Tolpis, dont le nom vernaculaire français généralement employé est trépane, est un genre de plantes à fleurs de la famille des Astéracées (ou Composées). Il regroupe quelques plantes méditerranéennes. Comme pour toutes les Composées, les fleurs (ou fleurons) sont groupées en un capitule entouré d'un involucre de bractées. Les fleurs des trépanes sont toutes ligulées. La distinction avec d'autres genres voisins se fait au niveau des fruits et des bractées : les fruits sont de deux sortes, ceux du bord du capitule différents de ceux du milieu. Ces derniers ont une aigrette de poils lisses non portée par un bec. Les bractées sont nombreuses et étroites.
L'espèce la plus connue et la plus spectaculaire est Tolpis barbata, la trépane barbue, à ligules périphériques jaune pâle et à ligules centrales pourpres ou brunes, parfois appelée œil du Christ.
Le nom scientifique Tolpis pourrait correspondre au grec tolupê, désignant une pelote de laine, allusion aux longues bractées extérieures de Tolpis barbata ou aux aigrettes des fruits.

## Principales espèces
- Tolpis barbata (L.) Gaertner - Trépane barbue
- Tolpis glabrescens F.Kammer, 1976
- Tolpis staticifolia (All.) Schultz Bip. - Épervière à feuilles de Statice
- Tolpis virgata Bertol. - Trépane effilée
- Tolpis × grosii Talevera - Trépane

## Liste des espèces
Selon Catalogue of Life (20 janvier 2018) :
- Tolpis azorica (Nutt.) P. Silva
- Tolpis barbata (L.) Gaertn.
- Tolpis calderae Bolle
- Tolpis capensis (L.) Sch. Bip.
- Tolpis coronopifolia (Desf.) Biv.
- Tolpis crassiuscula Svent.
- Tolpis farinulosa (Webb) Walp.
- Tolpis glabrescens F. Kämmer
- Tolpis glandulifera Bolle
- Tolpis grossii S. Talavera
- Tolpis laciniata (Sch. Bip. ex Webb & Berth.) Webb & Berth.
- Tolpis lagopoda C. Sm. ex Link
- Tolpis liouvillei Br.-Bl. & Maire
- Tolpis macrorhiza (Lowe) Lowe
- Tolpis mbalensis G.V. Pope
- Tolpis nemoralis Font Quer
- Tolpis proustii Pitard
- Tolpis santosii D.J. Crawford, M.E. Mort & J.K. Archibald
- Tolpis staticifolia (All.) Sch. Bip.
- Tolpis succulenta (Dryand. in Ait.) Lowe
- Tolpis umbellata Bert.
- Tolpis virgata (Desf.) Bertol.
- Tolpis webbii Sch. Bip.